# Kaiserliches Arsenal (Wien)
Unter dem Begriff Kaiserliches Arsenal verstand man in Wien während des 16. Jahrhunderts hauptsächlich Werften, die Kriegsschiffe für die Donau herstellten.
- ältestes Kaiserliches Arsenal

Das älteste Kaiserliche Arsenal entstand um 1500 bis 1529 im Unteren Werd in der Nähe der heutigen Urania im 2. Wiener Gemeindebezirk.
- Zweites Kaiserliches Arsenal

Das 2. Kaiserliche Arsenal wurde 1546 im Oberen Werd in der Nähe der heutigen Salztorbrücke errichtet. 1561 wurde es der Stadt Wien überlassen. Diese gestaltete es zu einem Schiffsanlegeplatz um.
- Drittes Kaiserliches Arsenal

Das 3. Kaiserliche Arsenal entstand in den Jahren 1558 bis 1561 gleichzeitig mit der Elendbastei und dem Neutor. Es wurde 1768 aufgelassen, das Gebäude diente danach der Militärverpflegung. Der Kanal und die Landestege wurden eingeebnet und auf ihnen Häuser errichtet. 1873–1875 wurden diese Häuser abgerissen und die Grundstücke neu parzelliert.